# Erwin Buchinger
Erwin Buchinger (ur. 25 grudnia 1955 w Mauthausen) – austriacki polityk i prawnik, działacz Socjaldemokratycznej Partii Austrii, w latach 2007–2008 minister polityki społecznej i spraw konsumentów.

## Życiorys
W 1981 ukończył prawo na Universität Linz, na którym studiował również ekonomię. W latach 1981–1991 był prawnikiem w urzędzie pracy Górnej Austrii. Od 1992 do 1994 pełnił funkcję naczelnika salzburskiego urzędu pracy. Po czym do 2004 kierował krajowym oddziałem Arbeitsmarktservice (instytucją zajmującą się m.in. pośrednictwem zawodowym na rynku pracy).
W latach 2004–2007 wchodził w skład rządu kraju związkowego Salzburg. W styczniu 2007 powierzono mu stanowisko ministra polityki społecznej i spraw konsumentów w rządzie Alfreda Gusenbauera. Sprawował go do końca funkcjonowania tego gabinetu w grudniu 2008. W styczniu 2010 objął urząd rzecznika niepełnosprawnych (Behindertenanwalt).